# Witschoudervuuroog
De witschoudervuuroog (Pyriglena leucoptera) is een zangvogel uit de familie Thamnophilidae.

## Verspreiding en leefgebied
Deze soort komt voor van oostelijk Brazilië (oostelijk Bahia) tot oostelijk Paraguay en noordoostelijk Argentinië (Misiones).

## Status
De grootte van de populatie is niet gekwantificeerd maar de soort wordt omschreven als algemeen. Op de Rode lijst van de IUCN heeft deze soort de status niet bedreigd.